# Wissengracht
Wissengracht is een buurtschap ten oosten van Hulsberg in de gemeente Beekdaelen in de Nederlandse provincie Limburg. De buurtschap bestaat uit bebouwing aan de Wissengrachtweg, de Verlengde Wissengrachtweg en de Waakheuvelsweg.
Het belangrijkste gebouw van de buurtschap is de naamgevende vierkantshoeve Wissegracht (vóór 1800 meestal Wisserach of Wisseracht) genoemd), waarvan het woonhuis gebouwd is van mergelsteen. Mogelijk heeft rond het hoeveterrein een gracht gelegen, maar hier zijn geen sporen meer van te vinden. De hoeve ligt geïsoleerd in het landschap ten zuiden van de buurtschap en is beschermd als rijksmonument.
In de veertiende eeuw wordt ene Wouters son van Wysscheracht vermeld.* De volgende vermelding dateert uit 1535. De hoeve was vanaf dat jaar, als pachthoeve, tot in de eerste helft van de achttiende eeuw in het bezit van het geslacht Van Schaesberg, en ging daarna door huwelijk over op de familie Von Bourscheidt. Deze verkocht de hoeve in 1760 aan Laurens Jozef de Hayme de Bomal. Van deze familie vererfde het bezit aan het geslacht De Marchant et d'Ansembourg.
Nabij de boerderij ontspringt de Bissebeek. In de buurtschap zelf staat een neogotische Mariakapel uit 1937.
Dorpen: Aalbeek · Amstenrade · Arensgenhout · Bingelrade · Doenrade · Hulsberg · Jabeek · Merkelbeek · Nuth · Oirsbeek · Puth · Schimmert · Schinnen · Schinveld · Sweikhuizen · Vaesrade · Wijnandsrade

Buurtschappen en gehuchten: Bovenste Puth · Brand · Breinder · Brommelen · Daniken (deels) · Douvergenhout · Etzenrade · Gracht · Grijzegrubben · Haasdal · Hegge · Heisterbrug · Helle · Hellebroek · Hommert · Hunnecum · Kamp · Kathagen · Klein-Doenrade · Kleingenhout · Kling · Kruis · Laar · Leeuw · Nagelbeek · Nierhoven · Oensel · Onderste Puth · Op de Bies · Op den Hering · Oppeven · Reuken · Swier · Terstraten · Tervoorst · Thull · Viel · Vink · Wintraak · Wissengracht · Wolfhagen

Limburg: Steden en dorpen      Nederland: Provincies · Gemeenten